# Campamento Newton
Campamento Newton ist eine spanische Jugendserie, die von Jésica Aran und Juan Lombardi erdacht wurde. Die Serie entstand in Koproduktion von Secuoya Studios, Dopamine und Álamo Audiovisual 12 in Zusammenarbeit mit Avi Films unter Beteiligung der Walt Disney Company. In Spanien fand die Premiere der Serie im 27. Juni 2022 auf dem Disney Channel statt.

## Handlung
Im Camp Newton können naturwissenschaftsbegeisterte Kinder ihre freien Sommertage verbringen. Nach einem langatmigen Schuljahr entschließen sich die Freunde Sara, Álex, Óliver und Andy an dem Sommercamp teilzunehmen. Nach einem emotionalen ersten Tag, bricht im Camp die Nacht an, und die Freunde nutzten die Gunst der Stunde, sich aus ihren Unterkünften zu schleichen, und missachten somit die Ausgangssperre. Während ihres kleinen Abenteuers, werden die Freunde verblüffend Zeugen, wie eine fliegende Untertasse den Himmel hinunter stürzt. Doch statt weitere Personen zur Hilfe zu ziehen bzw. fluchtartig die Situation zu verlassen, um sich in Sicherheit zu bringen, gehen die Freunde geradewegs auf das UFO zu und treffen auf den Außerirdischen Hoshi. Dieser ist auf der Flucht vor der Agencia Internacional, die ihn festsetzen möchte. Hoshi benutzt seine Fähigkeiten und verwandelt sich in ein Menschenkind namens Blas, um für seine Verfolger im Verborgenen zu bleiben. Nach dem anfänglichen Schrecken bilden die vier Freunde mit Hoshi eine Bande, um ihm zu helfen, sein Raumschiff zu bergen und einen Weg zu finden, wie er unbeschadet auf seinen Planeten zurückkehren kann.

## Besetzung und Synchronisation
| Rolle          | Schauspieler   | Synchronsprecher |
| -------------- | -------------- | ---------------- |
| Blas / Hoshi   | Hugo Morenilla |                  |
| Sara           | Ava Salazar    |                  |
| Álex           | Yanai Cruz     |                  |
| Óliver         | Manuel Baldé   |                  |
| Andy           | Adrián Checa   |                  |
| Erika          | Iratxe Emparán |                  |
| Lucía          | Julia Sierra   |                  |
| Mónica Santana | Eva Marciel    |                  |
| Salazar        | Andrés Requejo |                  |
| Margo          | Mónica Lleó    |                  |
| Valentina      | Ana Caleya     |                  |
| Amelia         | Marta Fuenar   |                  |
| Héctor         | Toni Engonga   |                  |
| Víctor         | Kike Pérez     |                  |
| Verto          | Mingo Ávila    |                  |
| Vania          | Marta Zubiría  |                  |

## Episodenliste
| Nr. | Deutscher Titel | Originaltitel                    | Erstausstrahlung (Spanien) | Deutschsprachige Erstveröffentlichung (—) |
| --- | --------------- | -------------------------------- | -------------------------- | ----------------------------------------- |
| 1 | —               | La suerte sonríe a los valientes | 27. Juni 2022              | —                                         |
| Es sind Sommerferien und die wissenschaftsbegeisterten Kinder freuen sich schon riesig auf das Camp Newton. Ein Ferienlager, in dem sie ihrer Leidenschaft nachgehen können. Da ihre Mutter Mónica viel um die Ohren hat, darf Sara auch dieses Jahr am Camp teilnehmen und trifft dort auf ihre besten Freunde Lucía, Álex und Oliver. Was sie alle jedoch noch nicht wissen, ist, dass dieser Sommer ihr Leben für immer verändern wird. Während eines geheimen Experiments, das von der Agencia unter der Leitung von Margo durchgeführt wird, entkommt ein Außerirdischer und stürzt in einem Wald in der Nähe von Camp Newton ab. Der außerirdische Zeitgenosse heißt Hoshi und trifft die Gruppe von Freunden im Wald, als diese die nächtliche Ausgangssperre umgehen. |                 |                                  |                            |                                           |
| 2 | —               | Nadie está por encima del equipo | 28. Juni 2022              | —                                         |
| Die Freunde beraten, wie sie mit Hoshi weiter verfahren wollen und beschließen, ihm bei seiner Mission zu helfen. Diese besteht darin, seinen Sender zu reparieren, damit Hoshi sein Raumschiff orten und seine Heimreise antreten kann. Alle machen sich an die Arbeit. Damit ihr neuer außerirdischer Freund unbemerkt bleibt, verstecken sie Hoshi im Lager. Um noch unauffälliger zu sein, verwandelt er sich in ein Menschenkind. Außerhalb des Lagers beginnt die Jagd auf den Außerirdischen, die zwischen der Agencia und den Fortunas ausgefochten wird. Obwohl die Fortunas gegenüber der Organisation Agencia im Nachteil ist, wissen sie um die Bedeutung der Situation und lassen nichts unversucht, um die Oberhand zu gewinnen.                                |                 |                                  |                            |                                           |
| 3 | —               | Puedes confiar en nosotros       | 29. Juni 2022              | —                                         |
| 4 | —               | Corre, Sara, corre               | 30. Juni 2022              | —                                         |
| 5 | —               | El club de los siete             | 4. Juli 2022               | —                                         |
| 6 | —               | Desorientados                    | 5. Juli 2022               | —                                         |
| 7 | —               | Polvo de estrellas               | 6. Juli 2022               | —                                         |
| 8 | —               | La tormenta perfecta             | 7. Juli 2022               | —                                         |
| 9 | —               | El ataque de los drones          | 11. Juli 2022              | —                                         |
| 10 | —               | Recuerda                         | 12. Juli 2022              | —                                         |
| 11 | —               | La teoría del iceberg            | 13. Juli 2022              | —                                         |
| 12 | —               | Es lo que hacen los amigos       | 14. Juli 2022              | —                                         |
| 13 | —               | Los vigilantes                   | 14. Juli 2022              | —                                         |